# Станкович, Корнелий
Корнелий Станкович (серб. Корнелије Станковић; 23 августа 1831, Буда — 16 апреля 1865, там же) — сербский композитор, дирижёр, пианист, музыкальный писатель, один из первых сербских музыкальных педагогов, автор церковных песнопений.

## Биография
Рано остался без родителей. После окончания гимназии в 1850 году отправился обучаться музыке в Венской консерватории. Ученик профессора Симона Зехтера, под руководством которого изучал гармонию и контрапункт, освоил основы фортепианной техники.
Много путешествовал и записывал старинные церковные песнопения, народные мелодии и песни Сербии.
Заболевание туберкулёзом не дало ему возможность продолжить намеченное музыкальное образование в России.
Умер в 1865 году в Буде, позже прах композитора был перенесен и захоронен на Аллее великих на Новом кладбище Белграда.

## Творчество
К. Станкович — автор нескольких сборников народных песен, хоровых композиций, фортепианных миниатюр и вариаций для фортепиано .
После первого сборника, опубликованного под названием «Сербские народные песни» (1851, 1853, 1854), опубликовал ещё четыре в 1858, 1859, 1862, 1863 годах.
Подобно тому, как В. Караджич впервые познакомил общественность с текстами народных сербских песен, Станкович своими сборниками старинных церковных песнопений хотел показать миру их богатство и оригинальность.
Он переложил на ноты чрезвычайно своеобразные, сложившиеся ещё в начальные времена существования православной церкви церковные песнопения восточных христиан.
Им написан целый ряд небольших музыкальных произведений, из которых многие сделались достоянием каждого южного славянина. Среди них: «Oj таласи», «Устаj, устаj Србине!», «Cjehaш-ли ce оног сата», «Што се боре мисли moje», «Тавна ноћи» и др.

## Избранные произведения
- «Српске пjecмe» (54 народных и художественных песни для одного голоса и фортепиано),
- «Српске народне пjесме» (30 лучших народных песен для хора и фортепиано),
- сочинение о православном церковном пении, заключающее главнейшие церковные песнопения, аранжированные для хора и фортепиано.

Кроме записи светских мелодий и церковных песнопений, создания оригинальных фортепианных сочинений, выступал с концертами в Вене, Пеште, Буде, Белграде, Нови-Сад, Сремска-Митровица, Крагуеваце и др., в качестве солиста и пианиста-аккомпаниатора. В качестве дирижёра выступал с первым в Белграде хоровым обществом, церковным хором в Буде и хором зарубежных исполнителей в Вене. Наиболее значимыми являются два концерта (1855, 1861), проведённых им в знаменитом зале Венского музыкального общества.
Награждён российским орденом святого Станислава.